# 日野友葵
日野 友葵（ひの ゆうき、1995年5月9日 - ）は、愛媛県出身の女子競輪選手。日本競輪選手会愛媛支部所属、ホームバンクは松山競輪場。日本競輪学校（当時。以下、競輪学校）第108期生。師匠は宇根秀俊（80期）。

## 経歴
愛媛県立丹原高等学校出身。中学生のときにガールズケイリンの存在を知り、競輪選手になるために高校生になってから自転車競技部に入部したという。高校時代は2013年JOCジュニアオリンピックカップポイントレース2位、2011年全国高等学校選抜自転車競技大会個人ロードレース3位、2014年全国高校総体ケイリン5位という実績を残した。
2013年12月20日、競輪学校第108回技能試験に合格。在校競走成績は10位（0勝）。
2015年7月2日、松戸競輪場でデビューし7着。初勝利は2016年7月4日の静岡競輪場で挙げた。